# Tribunales Federales de La Plata

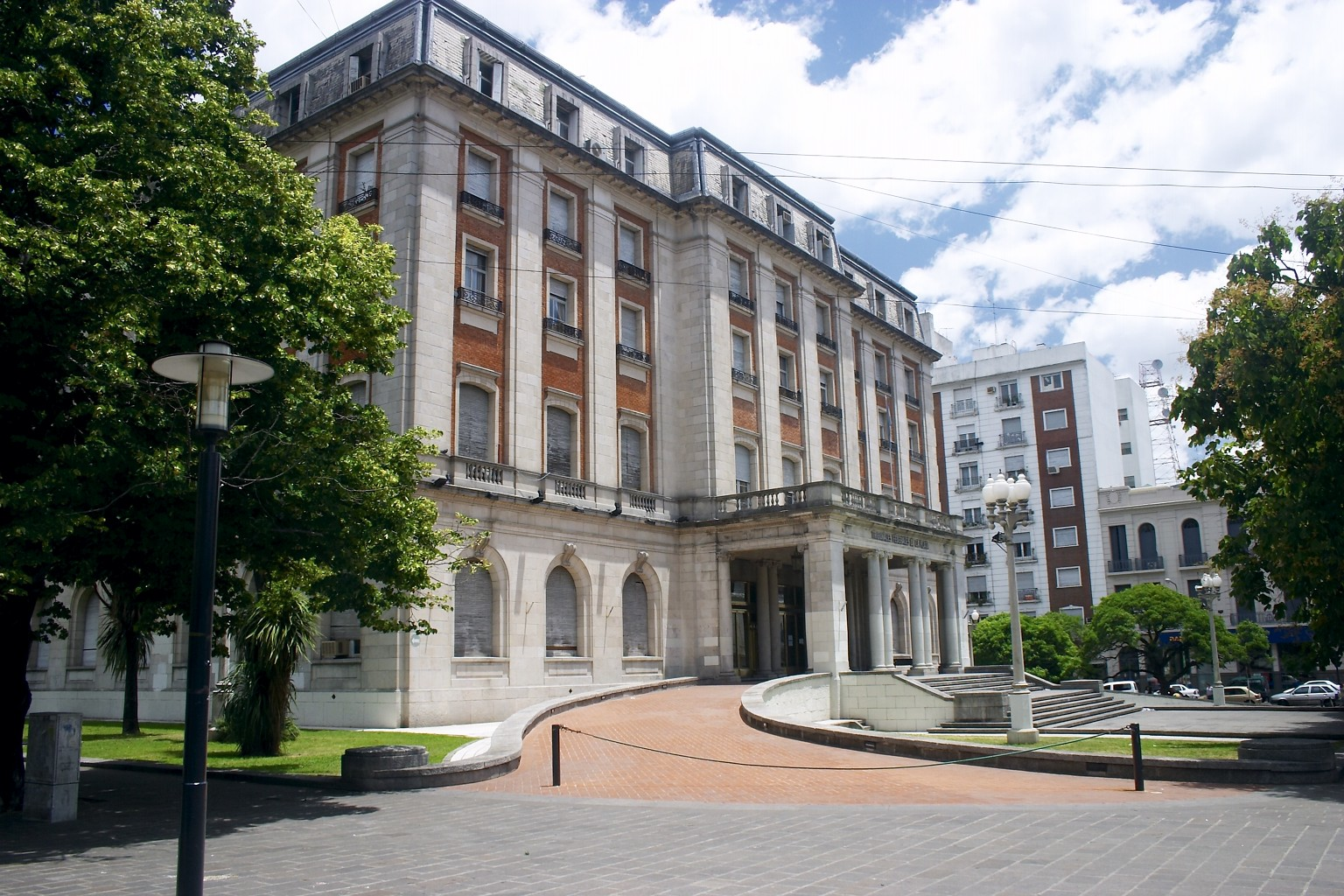
Edificio Ex Gran Hotel Provincial.

Los Tribunales Federales de La Plata funcionan en el edificio de Calle 8 N° 965 (entre 50 y 51) de la ciudad de La Plata (Argentina), que fue construido como Gran Hotel Provincial en 1952.
El edificio fue adquirido por la Justicia Nacional el 13 de diciembre de 1982, luego de años de decadencia y reaperturas intermitentes a cargo del Gobierno de la Provincia de Buenos Aires. Desde entonces, sus elegantes habitaciones albergan los despachos oficiales de la sede local de la Justicia Federal y la Secretaría Electoral. 
El Gran Hotel Provincial había sido construido hacia 1952 por órdenes del Gobernador Domingo Mercante, durante la Presidencia de Juan Domingo Perón. Sin embargo, para la inauguración fue Carlos Aloé quien estaba a cargo de la Provincia. Diseñado por el ingeniero civil Julio Barros, también autor del Hotel Hermitage en la costa de Mar del Plata, el edificio guarda un parecido sorprendente no solo con el Hermitage sino también con el famoso Hotel Provincial de Mar del Plata, diseñado por el arquitecto Alejandro Bustillo en 1938. En la década de los años 1950, La Plata carecía de hoteles de alta categoría, y tenía un escaso movimiento turístico, por lo que este se trató del primer establecimiento de gran escala para alojar visitantes.
Se trata de una construcción de cinco plantas que ocupa una manzana completa con sus jardines y calle de acceso, y está ubicada en un centro comercial y de gran movimiento de La Plata, como lo es la calle 8. Fue construido especialmente para alojamiento de diputados y senadores que llegaban a la cercana Legislatura desde otros municipios bonaerenses. 
Durante la gestión de Aloé el hotel estuvo cerrado un largo período y tras costosas reparaciones, el Gobernador dispuso cederlo a los Juzgados Penales de la Provincia. Los tribunales, al mismo tiempo, compartían las instalaciones con el Comedor Universitario. Anselmo Marini, primer mandatario bonaerense a partir de 1963, retomó la iniciativa de usar el edificio como hotel, y tras licitar adjudicó la explotación del establecimiento, que reabrió el 30 de octubre de 1964.
El hotel funcionó unos años, pero otra vez se resolvió el cierre de sus puertas. El gobernador de facto Ibérico Saint Jean dispuso el remate el 1 de diciembre de 1978 y la operación se concretó con la venta del inmueble a la empresa constructora CEVECA. La firma intentó instalar la casa matriz de un banco que compartiría las oficinas con galerías comerciales, para lo que había que ampliar la construcción hacia los jardines, pero las ordenanzas municipales lo impidieron. Como resultado de esa traba la compañía vendió la propiedad a una entidad bancaria porteña que lo transfirió luego al Estado nacional por $32.052.080.410.